# 本野原遺跡
本野原遺跡（もとのばるいせき）は、宮崎県宮崎市田野町甲に位置する旧石器時代から縄文時代にかけての複合遺跡。竪穴建物が100軒以上発掘されており、横峯遺跡と並ぶ、特に縄文時代後期における西日本最大規模の定住集落遺跡（環状集落）とされる。2004年（平成16年）に国の史跡に指定。

## 概要
本野原遺跡は、宮崎県央の田野町南部に位置し、標高約180 m前後の台地上に立地する。2000年度（平成12年度）より県営農地保全整備事業に伴い、田野町教育委員会が発掘調査を行ったところ、旧石器時代から縄文時代にかけての複合遺跡であることが判明し、特に縄文時代後期には九州地方ないし愛知県以西の西日本では極めて類例の少ない大規模な集落を形成していたことが明らかとなった。集落は径80 mから100 mの範囲をすり鉢状にアカホヤ火山灰を大規模に削平、除去した後に、広場と考えられる空閑地を中心に土坑、掘立柱建物、竪穴建物が径100 mほどの環状に配置される構造である。広場は祭祀空間と見られ、中央部に配石や土坑が構築されている。竪穴建物は環状の北側及び東側に集中し、重複が激しい。土坑は空閑地に接して外側に分布し、中から炭化した堅果類が出土したものがある。また、骨粉が出土したものは墓坑の可能性がある。
環状の北側には掘立柱建物が整然と南北方向に並ぶ。掘立柱建物は列状に11棟、環状に10棟みつかったが、列状に並んだ3軒の柱穴が直径80センチと極めて大きいことが東日本のものと類似しており、また九州の建築様式も取り入れていることから文化圏の交流があったと考えられている。また集落の北西部には硬化面をもった道路が確認されている。この遺跡は集落構造及び出土遺物から見て、南九州を代表する縄文時代後期の拠点的集落と考えられ、この地域の縄文社会・文化を考える上で極めて重要な遺跡である。
また、環状を呈する集落構造全体が判明したものとしてはこの地域における初めての事例であり、歴史的価値が極めて高く、西日本最大の縄文時代集落遺跡として国の史跡に指定された。

## 出土物・国内最古のゴキブリ
出土遺物では土器が多く計17万9237点、重量2.8トンもの土器が出土している。またコクゾウムシの圧痕173点が見つかり、全国の縄文時代におけるコクゾウムシ出土数の過半数を占める圧倒的な検出数になった。石器では磨り石や石皿などの食料加工具の比率が高い。さらに、土製円盤も多く出土している。
2016年、本遺跡で発掘されていた縄文土器の圧痕からクロゴキブリの卵鞘が発見され、国内最古のゴキブリと報道された。このクロゴキブリは中国南部に原産をもつとされ、当遺跡へは船で渡ってきた可能性があるとされる。